# Igelkottsskål
Igelkottsskål (Desmazierella acicola) är en svampart som beskrevs av Lib. 1829. Igelkottsskål ingår i släktet Desmazierella och familjen Chorioactidaceae.  Arten är reproducerande i Sverige. Inga underarter finns listade i Catalogue of Life.